# Nedelevo, Plovdiv
Nedelevo (în bulgară Неделево) este un sat în comuna Săedinenie, regiunea Plovdiv,  Bulgaria. 

## Demografie
Componența etnică a satului Nedelevo
     Bulgari (70,15%)
     Turci (18,51%)
     Romi (9,8%)
     Nicio identificare (1,52%)
La recensământul din 2011, populația satului Nedelevo era de 459 locuitori. Din punct de vedere etnic, majoritatea locuitorilor (70,15%) erau bulgari, existând și minorități de turci (18,51%) și romi (9,8%). Pentru 1,52% din locuitori nu este cunoscută apartenența etnică.